# Can (hudební skupina)
Can byla německá experimentální hudební skupina. Vznikla v roce 1968 v Kolíně nad Rýnem. Nejstabilnější sestavou skupiny byla: Holger Czukay (baskytara, efekty), Michael Karoli (kytara, zpěv, housle), Jaki Liebezeit (bicí, perkuse) a Irmin Schmidt (klávesy, zpěv).

## Diskografie
Studiová alba
- Monster Movie (1969)
- Soundtracks (1970)
- Tago Mago (1971)
- Ege Bamyasi (1972)
- Future Days (1973)
- Soon Over Babaluma (1974)
- Landed (1975)
- Flow Motion (1976)
- Saw Delight (1977)
- Out of Reach (1978)
- Can (1979)
- Rite Time (1989)